# Serényi-Sprenger Ferenc
Serényi-Sprenger Ferenc, Serényi Ferenc (Szatmárnémeti, 1931. április 1. –) erdélyi magyar orvos és költő.

## Életútja, munkássága
Középiskoláit a szatmárnémeti Állami Magyar Fiúlíceumban végezte (1951), majd orvosi diplomát szerzett a marosvásárhelyi OGYI-n (1957). Pályáját a szatmárnémeti közkórházban kezdte, 1958-ban Misztbányán üzemi orvosként, majd 1959-ben Tiszahosszúmezőn körorvosként, 1961-től Máramarosszigeten iskolaorvosként folytatta, nyugdíjazásáig (1993).
Első verseit középiskolás korában a szatmári Szabad Élet (1947), majd iskolája Diákszó c. lapja (1948) közölte; a Fogj bátran tollat c. versantológiában (Bukarest, 1950) is jelent meg verse (nevét ott, hibásan „Spengler”-nek írták), később közölt az Igaz Szóban és az Utunkban is. „Csendes szavú költő” – jellemezte Máramarosi ősz című (első) kötetéhez írott ajánlásában Kányádi Sándor. A közel negyven év terméséből válogatott kötet verseiről írva pedig a „klasszicitás pátoszá”-t emelte ki Markó Béla, ami szerinte „mintha le is szűkítette volna egy valamikori, mondjuk 1947-ben verselni kezdő fiatal költő horizontját” (Igaz Szó,  1984/9).
1961-től műkedvelő festőként is jelentkezett, munkái mintegy húsz kiállításon szerepeltek. Újabban versei jelentek meg a Máramarosi havasok címmel kiadott antológiákban (Máramarossziget, 1996, 1997, 1998, 1999, 2000), amelyeknek társszerkesztője is. Önálló kötetei: Máramarosi ősz (versek, Serényi Ferenc néven, Bukarest, 1984); Örök tűz (Bukarest, 2003).